# Кандаураул
Кандаураул (кум. Къандавур авул; чечен. Сала-Юрт, Сал-Юрт) — село в Хасавюртовском районе Республики Дагестан Российской Федерации.
Образует муниципальное образование село Кандаураул со статусом сельского поселения как единственный населённый пункт в его составе.

## География
Село расположено к северу от районного центра города Хасавюрт.
Ближайшие населённые пункты: на северо-востоке — село Цияб-Ичичали, на юго-западе — сёла Баташюрт, Симсир и Османюрт, на востоке — село Бамматюрт, на западе — село Аджимажагатюрт.

## История
Основано в 1843 г. В 1900 году состояло из 70 дворов, население — кумыки.
Чеченцы, проживающие в западной части села, называют его Сала-Юрт, а кумыки, проживающие на восточной части села, называют его Кандаураул.
В 2019 году в селе была построена новая мечеть вместимостью 300 человек

## Население
| 1889  | 1914  | 1926  | 1939  | 1970  | 1989  | 2002  |
| ----- | ----- | ----- | ----- | ----- | ----- | ----- |
| 369   | ↗705  | ↘617  | ↗692  | ↗827  | ↗1125 | ↗1674 |
| 2010  | 2012  | 2013  | 2014  | 2015  | 2016  | 2017  |
| ↘1662 | ↗1699 | ↗1709 | ↘1705 | ↗1757 | ↗1768 | ↗1832 |
| 2018  | 2019  | 2020  | 2021  | 2023  | 2024  | 2025  |
| ↗1857 | ↗1873 | ↗1892 | ↗2192 | ↗2229 | ↗2268 | ↗2313 |

По данным Всероссийской переписи населения 2021 года:
| №        | Национальность | Численность, чел. | Доля    |
| -------- | -------------- | ----------------- | ------- |
| 1        | кумыки         | 1 216             | 55,47 % |
| 2        | чеченцы        | 945               | 43,11%  |
| 2.000001 | прочие         | 31                | 1,41 %  |
| 2.000002 | всего          | 2 192             | 100 %   |